# Федоровський район (Саратовська область)
Федоровський район рос. Фёдоровский район — муніципальне утворення в Саратовській області. Адміністративний центр району — смт. Мокроус. Населення району — 20 041 чол.

## Географія
Розташований в центральному Лівобережжі на Сиртовій рівнині. Район розташований в зоні сухих степів зі збереженими окремими ділянками типової рослинності і тваринного світу (тюльпани, стрепет, дрохва в Семенівському федеральному заказнику). Територією району протікають річки Малий Узень, Єруслан, Великий Караман.

## Історія
Утворений 7 вересня 1941 року в складі Саратовської області у результаті ліквідації АРСР німців Поволжя і перетворення з Федорівського кантону.
В 1963–1965 роках район був скасований, його територія входила до складу Єршовського району. Після відновлення територія району була збільшена за рахунок приєднання частини території колишнього Первомайського району.
З 1 січня 2005 року район перетворений в муніципальне утворення Федоровський муніципальний район.

## Економіка
Головною галуззю району є інтенсивне сільське господарство — виробляється високоякісне товарне зерно, соняшник, м'ясо-молочна продукція.
Є невеликі підприємства харчової промисловості, 2 елеватори. Розвідані і розробляються великі родовища нафтопродуктів.

## Пам'ятки
- В селі Борисоглебовка зберігся православний храм — пам'ятник архітектури другої половини XIX століття.
- В регіональний перелік пам'яток природи Саратовської області також занесений тюльпанний степ (Семенівський заказник).